# 월터리나 마르코바
월터리나 마르코바(Walterina Markova) 또는 월터 뎀프스터(Walter Dempster, Jr., 1924년 5월 20일 ~ 2005년 6월 24일)는 여장을 하고 살다가 일본군 위안부로 끌려간 뒤 남자라는 사실이 밝혀진 후에도 강제로 여장한 채 일본의 남성 군인을 상대하는 위안부 생활을 강요받은 필리핀의 인물이다. 영어권에는 Comfort gay(남자 위안부, 게이 위안부)로 알려졌다. 그의 이야기는 마르코바: 남자 위안부라는 영화로 영화화되었다.